# 5738 Billpickering
5738 Billpickering este un asteroid care intersectează orbita planetei Marte.

## Descriere
5738 Billpickering este un asteroid care intersectează orbita planetei Marte. Asteroidul prezintă o orbită caracterizată de o semiaxă mare de 2,74 ua, o excentricitate de 0,48 și o înclinație de 21,8° în raport cu ecliptica.